# Călmățuiu
Călmățuiu is een Roemeense gemeente in het district Teleorman.
Călmățuiu telt 2320 inwoners.